# Pointe-aux-Trembles
Pour les articles homonymes, voir Pointe-aux-Trembles (homonymie).
Pointe-aux-Trembles est un quartier de la ville de Montréal (Québec) et un ancien village, dont la paroisse, celle de l'Enfant-Jésus de la Pointe-aux-Trembles, est fondée en 1674. La municipalité de Pointe-aux-Trembles est annexée par la Ville de Montréal en 1982.

## Géographie
Son territoire, situé à l'extrémité est de l'île de Montréal, fait actuellement partie de l'arrondissement de Rivière-des-Prairies–Pointe-aux-Trembles.

## Histoire
Au début des années 1660, les Sulpiciens, seigneurs de l'île de Montréal, encouragent le peuplement de cette partie de l'île. Vers 1670, Jean Oury dit Lamarche reçoit le fief de Pointe-aux-Trembles, ainsi que Philippe de Carion, Paul de Morel, et Pierre Picoté. Face à la menace des Iroquois, un fort fut édifié pour défendre la colonisation de l'île de Montréal et protéger les berges du fleuve Saint-Laurent, sur lesquelles poussaient des trembles, arbres de la variété des peupliers. Le Fort de Pointe-aux-Trembles fut construit vers 1690 à l'emplacement actuel de l'ancien noyau villageois de Pointe-aux-Trembles. D'autres forts, des redoutes et des fortifications sont édifiés le long des berges
À l'extrémité est du territoire, près du boulevard Gouin et de la rue Bureau, une plaque de bronze rappelle la bataille de la Coulée Grou où les colons français et les Iroquois se sont affrontés. Une quinzaine de colons y trouvèrent la mort. Le long de la rue Notre-Dame, une série de lieux historiques ou d'intérêt sont identifiés et rappellent que Pointe-aux-Trembles fut à une autre époque au carrefour de l'histoire de la Nouvelle-France. Une autre plaque, située aux abords du parc Clémentine-De La Rousselière, indique que c'est à cet endroit précis que le général Murray toucha terre à partir de l'île Sainte-Thérèse en traversant le fleuve, pour ensuite marcher sur Montréal.
Pointe-aux-Trembles a pris son essor dans la première moitié du XVIIIe siècle. Nicolas Lanouiller est chargé en 1721 d'établir un service de poste royale entre Montréal et Québec. Puis, la construction du chemin du Roy en 1734, la grande route reliant Montréal à Québec, contribue à faire de Pointe-aux-Trembles un relais pour les voyageurs. C'est aujourd'hui un quartier résidentiel.
La pointe de l'île sert d'entrée aux envahisseurs. Le général James Murray débarque à cet endroit et traverse les villages vers Montréal qui capitule en 1760. En 1775, c'est au tour d'Ethan Allen de tenter de conquérir Montréal lors de la bataille de Longue-Pointe afin de rallier les Montréalais à la cause de l'Indépendance américaine.
Les crues printanières détruisent le chemin du Roy qui est remplacé en 1841 par l'actuelle rue Notre-Dame. Les fermes sont rachetées par des notables de Montréal. Olivier Berthelet fait don de sa propriété aux frères de la Charité qui érigeront en 1883 la maison Saint-Benoit-Joseph-Labre où le poète Émile Nelligan sera interné de 1899 à 1925.
Le tramway relie le secteur en 1897. Mais le 29 juin 1912, Pointe-aux-Trembles est en grande partie détruite par un incendie. Le village est reconstruit et devient un lieu de villégiature recherché.
En 1974, on immortalisa le trois centième anniversaire de la ville en changeant le nom du boulevard Daniel-Johnson pour celui de boulevard du Tricentenaire. Celui-ci se situe perpendiculairement au fleuve à l'endroit même où se trouvait jadis la pointe de terre couverte de trembles qui s'avançait dans le fleuve et de laquelle subsiste encore aujourd'hui une bande de terre appelée la batture.
C'est en cette même année 1974, que Pointe-aux-Trembles et Neuville-sur-Vanne, petit village de France où a été baptisé Paul de Chomedey de Maisonneuve, se sont jumelées. Une délégation de Neuville-sur-Vanne (dont le maire et des personnes du comité Chomedey de Maisonneuve) a été reçue à Pointe-aux-Trembles le 24 mai 1974. Puis, celle de Pointe-aux-Trembles arriva le 22 septembre 1974 à Neuville-sur-Vanne. Un tremble fut planté dans chacune de ces bourgades pour symboliser l'évènement. Une rue de Neuville-sur-Vanne porte le nom de Pointe-aux-Trembles. Un parc à Pointe-aux-Trembles porte le nom de Neuville-sur-Vanne. (parc détente, aire de pique-nique, superficie : 7100 m2, N : fleuve Saint-Laurent, S : rue Notre-Dame Est, E : 19e Avenue).
En 1982, à la suite de problèmes financiers, la Ville de Pointe-aux-Trembles est annexée à la Ville de Montréal. Depuis 2002 et les fusions municipales, Pointe-aux-Trembles est intégrée à l'arrondissement de Rivière-des-Prairies–Pointe-aux-Trembles.

## Démographie
Le tableau suivant fait état de l'évolution du nombre d'habitants de la ville de Pointe-aux-Trembles alors qu'elle constituait une municipalité.
| 1971   | 1976   | 1981   |
| ------ | ------ | ------ |
| 35 567 | 35 618 | 36 270 |

## Attraits
Un important parc régional, le parc-nature de la Pointe-aux-Prairies, est situé dans ce quartier. De plus, on y retrouve le Moulin à vent de Pointe-aux-Trembles situé à l'angle de la rue Notre-Dame et de la 3e Avenue. Érigé en 1719, il fut classé comme bien archéologique en 1982 par le ministère des Affaires culturelles du Québec. Construit pour les  sulpiciens, il est l'un des plus anciens et le plus haut moulin à vent encore debout au Québec. Il fut rouvert au public en 2009 après d'importantes rénovations. Il est aussi possible de visiter plusieurs maisons datant du 18e siècle à Pointe-aux-Trembles, comme la maison Beaudry qui est l'une des plus anciennes du quartier. Action patrimoine a d'ailleurs décerné le prix « Projet remarquable - Sensibilisation » à l'arrondissement de Rivières-des-Prairies-Pointe-aux-Trembles/Ville de Montréal pour l'originalité de leurs nombreuses activités estivales mettant en valeur le site historique lors de la commémoration du 300e anniversaire.
Le Sanctuaire de la Réparation au Sacré-Cœur et de Padre Pio, s'y trouve également. Il était le plus important lieu de pèlerinage au Québec avant la construction de l'Oratoire Saint-Joseph.
La plage de l'Est est inaugurée en 2021 mais reste fermé aux baigneurs, soit que le site serait possiblement une zone d'habitat pour le chevalier cuivré, un poisson menacé d’extinction au Québec,.

## Politique

### Élus municipaux
Conjointement avec Rivière-des-Prairies au sein du même arrondissement, le quartier est représenté par un maire d'arrondissement, de deux conseillers (de Ville et d'arrondissement) pour le district électoral de Pointe-aux-Trembles et de deux conseillers (de Ville et d'arrondissement) pour le district électoral de Pointe-aux-Prairies. Ce dernier district inclut des territoires de Pointe-aux-Trembles et de Rivière-aux-Prairies. 
Pour le mandat 2021-2025, les élus municipaux sont : 
- Mairesse de l'arrondissement : Caroline Bourgeois (Projet Montréal)
- Conseiller de Ville de Pointe-aux-Trembles : Virginie Journeau (Projet Montréal)
- Conseiller d'arrondissement de Pointe-aux-Trembles : Marie-Claude Baril (Projet Montréal)
- Conseiller de Ville de Pointe-aux-Prairies : Lisa Christensen (Projet Montréal)
- Conseiller d'arrondissement de Pointe-aux-Trembles : Daphney Colin (Projet Montréal)

### Députés
- Circonscription fédérale de La Pointe-de-l'Île : Mario Beaulieu (Bloc québécois)
- Circonscription provinciale de Pointe-aux-Trembles : Chantal Rouleau (Coalition avenir Québec)